# Nikki Hulzebos
Nikki Hulzebos (Groningen, 30 juni 1986) is een voormalig Nederlands basketballer.

## Carrière
Hulzebos speelde in 2002 voor het eerst voor het eerste team van MPC Capitals. Hij speelde in Groningen tot 2005 toen bij de overstap maakte naar Landstede Basketbal. In zijn tweede jaar bij Landstede kwam hij met zijn team in de finale van de play-offs van de FEB Eredivisie. Deze werd verloren van Demon Astronauts. In het seizoen 2009-2010 vertrok bij naar Matrixx Maggix en maakte hij zijn debuut voor het Nederlands basketbalteam. Na een jaar keerde Hulzebos terug naar Landstede Basketbal, waar hij een contract tekende tot 2012. Hij verlengde zijn contract en speelde bij Landstede tot 2015. Na vier seizoenen met Zwolle, speelde Hulzebos zijn laatste seizoen met BC Apollo.